# Psicologi (музичний дует)
Psicologi — італійський музичний дует, утворений у 2019 році, до складу якого входять Drast (Марко Де Чезаріс, нар. 28 березня 2001 року, Неаполь) і Lil Kvneki, також відомий як Kvneki або просто Kaneki (Алесіо Аресу, нар. 3 січня 2001 року, Рим).

## Кар'єра

### Перші релізи
Свої перші пісні учасники дуету починають публікувати на SoundCloud у 2017-2018 роках. Їхня перша пісня в дуеті – DEMO1  була випущена 14 січня 2019 року в профілі Lil Kvneki на SoundCloud. Перша пісня, опублікована на YouTube – Diploma, оригінальна назва пісні PSICOLOGI // DIPLOMA . Після публікації пісні дует вирішує зберегти як назву колективу Psicologi. Особливу увагу до дуету привернула пісня Autostima, яка була опублікована 23 квітня 2019 року. 31 травня 2019 року вони випустили свій перший EP із 6 треками під назвою 2001 для лейбла Bomba Dischi.  У травні вони виступають на MI AMI Festival  і в липні на Goa-Boa Festival разом із Salmo та Dani Faiv.  18 жовтня того ж року вони випустили пісню сумісно з Mecna під назвою Neverland.  25 жовтня під лейблом Bomba Dischi/Universal Music виходить їхній другий EP під назвою 1002, який також складається з 6 треків.  23 листопада дует бере участь у Міланському музичному тижні.   15 листопада дует випустив збірку 2001 / / 1002 під лейблом Universal, після чого вони поїхали в тур по Італії.  У грудні 2019 року пісня Autostima отримала золотий сертифікат FIMI.  

### Millennium Bugта колаборації
12 червня 2020 року Psicologi випустили свій перший студійний альбом під назвою Millennium Bug , який дебютував на п'ятій позиції в чарті FIMI.  16 вересня вони випустили сингл Tatuaggi сумісно з Ariete.
Перший сингл 2021 року, Incubo, був випущений 27 січня і спродюсований Dardust.  2 квітня 2021 року виходить перевидання Millennium Bug із сімома додатковими треками під назвою Millennium Bug X.  У грудні 2021 року вони випускають сингл Sui muri та анонсували новий тур.  У тому ж місяці дует з'являється на альбомі Novelo, повністю спродюсованим Drast, з піснею Problema. У січні 2022 року дует з'являється на альбомі Sick Luke під назвою X2 з піснями Camel e Malinconia у співпраці з CoCo, а в березні того ж року вони беруть участь у альбомі Oro blu під назвою Bresh з піснями Alcool & Acqua.
10 березня 2022 року Psicologi випускають сингл Fiori morti; разом із Sui muri він входить до другого студійного альбому Trauma, який було випущено 29 квітня 2022 року. 

## Дискографія

### Студійні альбоми
- 2020 - Millennium Bug
- 2022 - Trauma

### Компіляції
- 2019 - 2001 // 1002

### EP
- 2019 - 2001
- 2019 - 1002

### Сингли
- 2019 – Stanotte (prod. Sick Luke)
- 2019 – Ancora sveglio (prod. Zef)
- 2019 – Non mi fido (сумісно з Side Baby)
- 2019 – PsycoSide (сумісно з Side Baby)
- 2020 – Vestiti d'odio (сумісно з Tredici Pietro)
- 2020 – Sto bene
- 2020 – Generazione
- 2020 – Fck U (сумісно з Madame)
- 2020 – Tatuaggi (сумісно з Ariete)
- 2021 – Incubo
- 2021 – Jeans (сумісно з Tauro Boys)
- 2021 – Sui muri 2022 – Fiori morti

### Співпраця
- 2019 – Mecna & Sick Luke – Neverland (feat. Marina, Voodoo Kid & Ainè)
- 2020 – Radical – PILLS//SORRY
- 2020 – Lil Busso – Vesto la V [сольно Kvneki]
- 2020 – Slait, Young Miles – SPACETRIP [сольно Drast]
- 2020 – Ariete – Riposa in pace [сольно Drast]
- 2020 – MV Killa & Yung Snapp – Las Vegas
- 2020 – Ariete – Freddo [сольно Kvneki]
- 2021 – Joe Scacchi, Tommy Toxic – Ho un amico
- 2021 – Mace – Notte fonda (feat. Ketama126)
- 2021 – Alfa, Olly – Bevo tutta la notte [сольно Drast]
- 2021 – Lil Busso – Vita e problemi
- 2021 – Novelo – Problema
- 2021 – Novelo – Sassofono blu [сольно Drast]
- 2022 – Sick Luke – Sogni Matti (feat. Leon Faun) [сольно Drast] 2022 – Sick Luke – Camel e Malinconia (feat. CoCo)
- 2022 – Bresh – Alcool & Acqua
- 2022 – Gianni Bismark – Febbre a febbraio [сольно Kvneki]